# Neoallocotocera skusei
Neoallocotocera skusei är en tvåvingeart som först beskrevs av Marshall 1896.  Neoallocotocera skusei ingår i släktet Neoallocotocera och familjen svampmyggor. Inga underarter finns listade i Catalogue of Life.